# Appetente sacro
Appetente sacro über die geistlichen Vorteile des heiligen Fastens ist eine Enzyklika von Papst Clemens XIII., die am 20. Dezember 1759 veröffentlicht wurde.  
Mit Blick auf die Fastenzeit des kommenden Kirchenjahres erläuterte der Papst den geistlichen Wert des Fastens, das ein geeignetes Mittel sei, um sich gegen die Versuchung zu stärken. In seiner Exhortatio forderte er die  Bischöfe auf, den Gläubigen die geistigen Vorteile des Fastens nahezubringen und sie über den Sinn des Fastens zu unterrichten. Akte der Buße allein heben die Anhänglichkeit an die Sünde nicht auf, vielmehr müssten die Gläubigen das Vergangene überdenken und vermeiden, in die gleichen Sünden zurückzufallen. Die Buße und das Fasten stünden dabei im inneren Zusammenhang.